# Lubuk Garam
Lubuk Garam is een bestuurslaag in het regentschap Bengkalis van de provincie Riau, Indonesië. Lubuk Garam telt 1413 inwoners (volkstelling 2010).